# Belle Starr
Pour les articles homonymes, voir Starr, Belle Starr (film) et Belle Starr (Lucky Luke).
 (avril 2023).
Myra Maybelle Shirley Reed Starr, plus connue sous le nom de Belle Starr, née le 5 février 1848 à Carthage (Missouri) et morte le 3 février 1889 près d'Eufaula (Oklahoma), est une célèbre femme hors-la-loi américaine.

## Biographie

### Enfance
Myra Maybelle Shirley Reed Starr, surnommée simplement « May » par sa famille, est la fille de John Shirley, un fermier, et d'Elizabeth Hatfield Shirley. Dans les années 1860, John Shirley vend leur ferme et devient tenancier à Carthage, dans le Missouri.

### Guerre de Sécession
La famille Shirley déménage une nouvelle fois pour la ville de Scyene, au Texas, peu avant la destruction de la ville de Carthage en 1864 par des bandits confédérés. C'est la même année que meurt l'aîné de la famille, John « Bud » Shirley, tué par les troupes unionistes à Sarcoxie, toujours dans le Missouri.
Il avait rejoint la bande de Quantrill (alors que Belle servait d'agent aux troupes confédérées en indiquant les positions des troupes nordistes), dans laquelle servait aussi un ami d'enfance de Belle, Cole Younger, ainsi que les Frères Frank et Jesse James. Lorsque les frères James et les frères Younger durent fuir les autorités qui les recherchaient, après la guerre, ils vinrent souvent se réfugier chez les Shirley. Il semble que leur mode de vie ait alors exercé une influence sur Belle.

### Premier mariage
En 1866, Belle épouse James C. Reed, dit « Jim », un ami d'enfance de l'époque de Carthage. Ils ont deux enfants : une fille née en 1868, appelée Rosie Lee et dite « Pearl » (la rumeur veut qu'elle soit la fille de Cole Younger) et un garçon né en 1871, James Edwin, dit « Ed ». 
Après avoir échoué en tant que fermier, Jim Reed fréquente de nombreux malfrats, dont les frères James, mais aussi le clan des Starr, une famille d'origine Cherokee connue comme voleuse de bétail et de chevaux. 
En 1869, Reed tire sur un homme qu'il croit être celui qui a tué accidentellement son frère au cours d'une bagarre : il se voit dès lors forcé de fuir et part en Californie avec Belle et leur fille. À peine deux ans après, il se retrouve poursuivi pour une histoire de fausse monnaie et part au Texas avec Belle, Pearl et Ed.
En 1873, Jim et deux complices volent 30 000 $ en pièces d'or à Watt Grayson, un indien Creek d'Oklahoma et cette fois-ci Belle est accusée de complicité, bien qu'il n'y ait que très peu de preuves contre elle. Ils continuent de se cacher au Texas, mais cette fois-ci chacun de son côté : Jim part pour Paris au Texas et Belle, avec ses enfants, rejoint sa famille à Scyene.

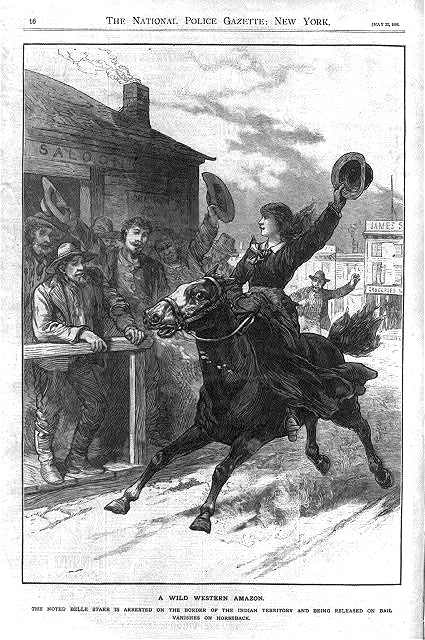
Gravure de The National Police Gazette.

Elle repart plus tard pour Dallas, où elle vit grâce à une partie de l'or volé. C'est à cette époque qu'elle adopte le style de vie qui l'immortalisera : elle arbore un Stetson avec une plume, de longues robes en velours noir, de grandes bottes et deux pistolets ; elle passe son temps dans les saloons, elle boit, joue et tire en l'air dans la rue tout en chevauchant. Ce comportement la fait entrer dans la légende de l'Ouest, qui en a exagérément laissé l'image d'une femme as de la gâchette.
En avril 1874, Jim Reed attaque la diligence Austin-San Antonio et vole 2 500 dollars. Sa tête est mise à prix pour 7 000 dollars et il finit par être abattu près de Paris alors qu'il essaie d'échapper au shérif, le 6 août.

### Activités criminelles
Désormais veuve, Belle quitte le Texas en confiant ses enfants à sa famille. Elle fréquente le clan des Starr, qui vit dans le Territoire indien, à l'ouest de Fort Smith aux limites de l'Arkansas et de l'Oklahoma dans le massif montagneux d'Ouachita et des monts Sans Bois autour des repaires devenus aujourd'hui le parc d'État Robbers Cave. En leur compagnie, elle planifie et organise divers vols, et protège les hors-la-loi. Elle gagne suffisamment avec ses méfaits pour parfois pouvoir libérer ses complices emprisonnés, et si cela ne suffit pas, peut avoir recours à la séduction. Sa réputation est faite. Elle se marie avec Samuel Starr en 1880.
En 1882, des charges sont retenues contre Belle et Sam Starr dans une affaire de vol de chevaux par un de leurs voisins dans le Territoire indien. Opportunité que saisit le juge Isaac Parker, de Fort Smith, qui poursuivait la criminelle sans succès jusqu'alors, et met le couple en maison de détention en 1883 à Détroit pour un an. En prison, Belle est une prisonnière modèle, au point de gagner le respect de la directrice. Ce n'est pas le cas de Sam, qui se rebelle souvent et à qui l'on attribue des travaux pénibles en punition. Ils sont tous deux libérés après neuf mois et repartent pour le Territoire indien, où ils reprennent aussitôt leur ancien mode de vie criminel.
Les années suivantes, elle est à plusieurs reprises arrêtée pour vol mais le juge Parker doit la relâcher faute de preuves. Elle est par exemple arrêtée en 1886 pour avoir attaqué un bureau de poste habillée en homme. Cette même année, Sam Starr est tué à la suite d'une longue querelle familiale. En 1888, son fils Ed est arrêté pour vol de chevaux. Les avocats de Belle contactent le président Cleveland, qui commue sa peine de sept ans de prison et l'amnistie.

### Mort
Belle est assassinée deux jours avant ses 41 ans, le 3 février 1889, près de son ranch d'Eufaula dans l'Oklahoma. Elle est à cheval, revenant de faire quelques achats, quand quelqu'un lui tire dans le dos. 
L'identité du meurtrier n'a jamais été découverte mais plusieurs personnes ont été suspectées :
- un certain Edgar Watson, dont Belle occupait des terres, à qui elle avait refusé l'hébergement de peur de perdre son ranch, et avec lequel elle entretenait une longue querelle ;
- Jim July, son amant Cherokee, avec qui elle s'était récemment disputée ;
- son fils Ed, avec lequel elle avait une relation difficile.

Elle est enterrée sur les terres de son ranch, avec sur sa tombe une épitaphe de sa fille Pearl :
« Shed not for her the bitter tear,

Nor give the heart to vain regret;

'Tis but the casket that lies here,

The gem that filled it sparkles yet. »
« Ne versez pas de larmes amères pour elle,

Ne laissez pas votre cœur aller à de vains regrets,

Il n'y a ici qu'un cercueil,

La gemme qu'il contenait continue à scintiller »

## Dans la culture populaire

### Adaptations cinématographiques et télévisées
- 1928 : Court-Martial, film américain de George B. Seitz.
- 1938 : Au cœur de l'Arizona (Heart of Arizona), film américain de Lesley Selander.
- 1941 : La Reine des rebelles, film américain d'Irving Cummings.
- 1941 : Robin Hood of the Pecos, film américain de Joseph Kane
- 1948 : Belle Starr's Daughter (en), film américain de Lesley Selander.
- 1952 : La Femme aux revolvers (Montana Belle), film américain d'Allan Dwan.
- 1960 : Young Jesse James, film américain de William F. Claxton.
- 1968 : Belle Starr (Il Mio corpo per un poker), film italien de Piero Cristofani et Lina Wertmüller.
- 1971 : Zachariah, film américain de George Englund.
- 1980 : Belle Starr, téléfilm américain de John A. Alonzo.
- 1980 : Le Gang des frères James (The Long Riders), film américain de Walter Hill.
- 1995 : Docteur Quinn, femme médecin, saison 3, épisode 21 : La Petite Hors la loi

### Adaptation en bandes dessinées
- Belle Starr, album de Lucky Luke par Morris et Xavier Fauche.
- Le tome 10 de L'histoire du Far West aux Éditions Larousse est constitué de plusieurs biographies. La première est celle de Belle Starr et traite de sa lutte contre le juge Parker[2].
- Belle Starr, manga de Akihiro Itoh.

### Musique
- The Belle Stars, un groupe de musique des années 1980.
- Belle Starr, la 8e chanson de l'album Great Western Valkyrie du groupe Rival Sons.

### Jeu vidéo
- Dans le jeu vidéo Red Dead Redemption II, développé par Rockstar Games et sorti en 2018, le personnage de Black Belle est largement inspiré de Belle Starr. Le même personnage apparaît également dans le volet multijoueur du jeu, Red Dead Online, également sorti en 2018.

- Dans le jeu mobile Brawl Stars, développé par Supercell et sorti en 2018, le brawler Belle est inspiré de Belle Starr. Dans l'histoire du jeu, Belle est une hors-la-loi dans l'environnement de Starr Park, est marié avec un Sam, et a un enfant robot du nom de Pearl, comme Belle Starr.